# CAPSTONE
Cislunar Autonomous Positioning System Technology Operations and Navigation Experiment
CAPSTONE (acronyme en anglais de : Cislunar Autonomous Positioning System Technology Operations and Navigation Experiment ; litt « Expérience de navigation et d'opérations de technologie de positionnement autonome cislunaire » ; de l'anglais : capstone ; litt. « pierre angulaire ») est un nano-satellite de type CubeSat 12U de la NASA dont l'objectif est de vérifier la stabilité de l'orbite prévue pour la future station spatiale Lunar Gateway conçue dans le cadre du Programme Artemis ainsi que l'usage de technologie de positionnement autonome. L'engin spatial d'une masse de 25 kg est lancé le 28 juin 2022 par une fusée Electron et doit se placer trois mois plus tard en orbite autour de la Lune pour une durée opérationnelle totale de neuf mois.

## Contexte
Le 11 décembre 2017 le président américain Donald Trump commande à la NASA de rediriger ses efforts vers la Lune pour y déposer des astronautes. Cette initiative prend le 14 mai 2019 le nom de Programme Artemis après que le vice-président Mike Pence ait fixé l'année 2024 comme objectif pour un premier atterrissage habité, bouleversant les plans de la NASA qui reposaient jusque là sur la date de 2028. Le programme d'architecture autour du lanceur super lourd Space Launch System (SLS) qui doit envoyer le vaisseau spatial Orion vers la Lune. L'atterrisseur lunaire est quant à lui conçu et construit par le secteur privé et lancé séparément. Le transfert des astronautes de l'un à l'autre doit avoir lieu en orbite lunaire, et la NASA compte pour ce faire y assembler la station spatiale Lunar Gateway. Cette dernière doit être construite en coopération avec les agences spatiales canadienne, japonaise et européenne et permettre d'accueillir des astronautes pour de courte période de temps,.
Il est décidé que cette station sera située dans une orbite quasi-rectiligne de halo très excentrique autour de la Lune de paramètre orbitaux 1 500 × 70 000 km avec une période orbitale de sept jours. Cette orbite particulière appartenant au type des orbites de halo a plusieurs avantages : la station est en permanence en vue de la Terre de sorte qu'il n'y ait jamais d'interruption des télécommunications et est constamment exposée au soleil qui lui fournit son énergie via des panneaux solaires, elle demande relativement peu d'énergie pour s'y insérer puis en revenir, et les manœuvres de maintien de l'orbite sont faibles. Cependant cette orbite n'a jamais été utilisée auparavant et c'est pourquoi la NASA décide de lancer le projet CAPSTONE afin de vérifier en pratique ses caractéristiques et les besoins de maintien d'orbite. Il est décidé de profiter de l'occasion pour utiliser une plateforme de type CubeSat, poursuivant les efforts de l'agence américaine dans l'expérimentation de leur utilisation au delà de l'orbite terrestre,.

## Historique
La NASA annonce le 13 septembre 2019 avoir attribué 13,7 millions de dollars dans le cadre d'un contrat fédéral de Small Business Innovation Research (en) (SBIR) à l'entreprise privée Advanced Space située à Boulder au Colorado pour la construction et le contrôle du satellite ainsi que plusieurs technologies clés dont son système de navigation et de positionnement CAPS. La société Tyvak Nano-Satellite Systems (en) basée à Irvine en Californie est chargée de fournir la plateforme du CubeSat, tandis que Stellar Exploration, Inc. de San Luis Obispo en Californie également doit construire le système de propulsion.
Le projet est géré par le programme de la technologie des petits engins spatiaux (anglais : Small Spacecraft Technology program) appartenant à la Direction des technologies spatiales (STMD : Space Technology Mission Directorate) de la NASA. Il est basé au Ames Research Center situé dans la Silicon Valley. La mission est financée par la Direction des opérations et de l'exploration spatiale habitée (HEOMD : Human Exploration and Operations Mission Directorate) puisque le projet se place dans le cadre du programme Artemis de retour sur la Lune,.
La NASA annonce le 14 février 2020 avoir attribué 9,95 millions de dollars à la société Rocket Lab basée à Huntington Beach en Californie pour le lancement du satellite, supervisé par le Launch Services Program (en). Le décollage doit avoir lieu à bord d'une fusée Electron de l'entreprise depuis son nouveau pas de tir LC-2 situé au Mid-Atlantic Regional Spaceport (MARS) sur l'île de Wallops en Virginie. C'est la deuxième sonde lunaire à décoller depuis cette base de lancement après LADEE en 2013. Un troisième étage optionnel du lanceur, la plateforme Lunar Photon (en) dans sa configuration interplanétaire, est chargée d'injecter la sonde en orbite de transfert vers la Lune. La NASA annonce au même moment que la conception de CAPSTONE est sur le point d'être achevée et que la construction et les tests du modèle de vol vont commencer.
Le 28 juin 2022, la fusée Electron embarquant CAPSTONE est lancée depuis le site de Mahia en Nouvelle-Zélande. Après six jours de manœuvre, le troisième étage Lunar Photon (en) met en orbite basse terrestre la sonde qui déploie ses panneaux solaires permettant ainsi la communication avec les équipes au sol. Elle devrait atteindre l’orbite NRHO en octobre 2022.
Le 8 septembre 2022, après un ajustement de vol, CAPSTONE se met en mode de sécurité pour une raison inconnue. Cet incident n’affecte pas l'orbite cible puisqu'il a lieu pendant ou après la manœuvre d'ajustement.
Le 14 novembre 2022, CAPSTONE entre en orbite.

## Objectifs de la mission

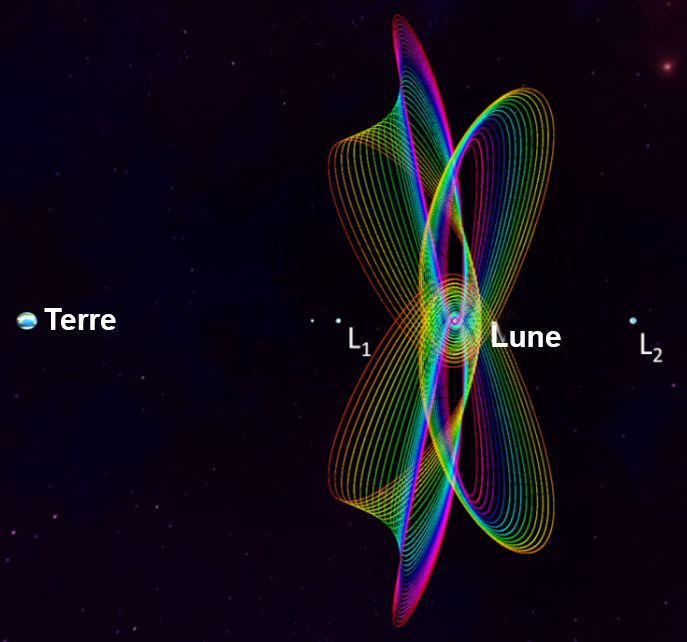
Schéma des différentes orbites NRHO L1 et L2 nord et sud. L'orbite retenue est une L2 sud.

La mission doit répondre à plusieurs objectifs :
- vérifier les caractéristiques de l'orbite quasi-rectiligne de halo autour de la Lune pour de futurs engins spatiaux, en particulier la future Lunar Gateway ;
- démontrer la méthode pour entrer dans cette orbite et la maintenir, ce qui doit permettre à terme des allers-retours avec la surface de la Lune ;
- démontrer le système de navigation grâce à la communication entre engins spatiaux afin de déterminer avec précision leur position relativement à la Lune sans dépendre exclusivement du suivi depuis le sol. Le but est de plus tard permettre aux stations au sol de se concentrer sur le transfert des données scientifiques plutôt que de devoir régulièrement calculer la position des engins autour de la Lune ;
- permettre à terme l'utilisation de vaisseaux commerciaux en soutien des opérations lunaires ;
- obtenir de l'expérience avec le lancement et l'opération de CubeSat au delà de l'orbite de la Terre, dans l'environnement lunaire et au delà.

## Caractéristiques techniques
CAPSTONE est un CubeSat de 12 Unités (10 × 10 × 30 cm) pesant 25 kg, équipé de panneaux solaires qui lui fournissent son énergie et d'un système de propulsion. Il est équipé de CAPS (Cislunar Autonomous Positioning System), un système utilisant un second ordinateur et une radio qui permettent, de calculer la position de l'engin spatial sur son orbite. Pour ce faire, la sonde Lunar Reconnaissance Orbiter doit servir de point de référence. Les deux orbiteurs lunaires communiqueront directement, puis CAPS doit analyser les données pour en déduire la distance qui les sépare et leur vitesse relative, ce qui permet in fine de déterminer la position de CAPSTONE.

## Scénario de la mission
CAPSTONE est lancé le 28 juin 2022 par une fusée Electron depuis le pas de tir LC-1 situé en Nouvelle-Zélande. La plateforme Photon l'injecte tout d'abord dans une orbite terrestre basse circulaire de parking de 265 km d'altitude afin de vérifier le bon fonctionnement des systèmes et de planifier les futures trajectoires. Les neuf jours suivants, le moteur HyperCurie de Photon est mis à feu à plusieurs reprises lorsque l'engin se trouve au périgée afin d'augmenter l'altitude de son apogée jusqu'à 60 000 km. Il est ensuite mis à feu une nouvelle fois pour injecter l'engin spatial dans une trajectoire de transfert vers la Lune. CAPSTONE et Photon se séparent lors du transit, puis ce dernier réalise une dernière manœuvre afin d'effectuer un survol de la Lune l'envoyant dans l'espace interplanétaire, ce qui représente un de ses objectifs secondaires. CAPSTONE atteint ensuite une distance de 1,3 million de kilomètres de la Terre (la Lune orbite à environ 380 000 km de la Terre), puis l'influence gravitationnelle du soleil le place dans une trajectoire en direction de la Lune. Il utilise enfin sa propre propulsion pour s'insérer dans une orbite quasi-rectiligne de halo stable autour de cette dernière, trois mois après le décollage. Durant le reste de sa mission d'au moins six mois, il doit permettre de comprendre les caractéristiques de cette orbite, en particulier valider les calculs de la NASA en ce qui concerne les besoins en propulsion pour la maintenir,.